# Aradhana
Aradhana (übersetzt: Verehrung, Anbetung) ist ein Bollywoodklassiker von Shakti Samanta und der erfolgreichste Film aus dem Jahr 1969. Der Film ist eine Neuverfilmung des Hollywoodfilms Mutterherz. Für die Rolle der Vandhana erhielt Sharmila Tagore ihre ersten Filmfare Award für die Beste Hauptdarstellerin, so wie auch Olivia de Havilland ihren ersten Oscar für die weibliche Hauptdarstellung erhielt.

## Handlung
Vandhana, die Tochter des Arztes Gopal Tripathi, verliebt sich in den Air-Force Piloten Arun. Eines Tages heiraten sie spontan vor einem Priester, indem sie sich gegenseitig Blumengirlanden um den Hals hängen. Anschließend verspricht Arun eine "offizielle" Hochzeit zu organisieren. Doch so weit kommt es erst gar nicht. Kurz danach stürzt Arun bei einem Flugzeugeinsatz ab. Im Krankenhaus erliegt er seinen Verletzungen. Vandhana ist verzweifelt. Sie ist bereits von Arun schwanger, doch ihre Ehe wird nicht anerkannt. Aufgrund des unehelichen Kindes droht ihr die Ausgrenzung aus der Gesellschaft.
Vandhana lässt sich nicht unterkriegen und ist fest entschlossen Aruns letzten Wunsch zu erfüllen: Aus dem gemeinsamen Kind soll ebenfalls ein Air-Force Pilot werden.
Als Vandhana entbindet, bringt sie ihren Sohn heimlich in ein Waisenhaus, nur um es tags darauf zu adoptieren. Doch am nächsten Tag ist der Säugling bereits weg: Ein gutmütiger Mann, Ram Prasad Saxena, adoptierte das Kind, da seine Frau bereits drei Fehlgeburten hatte. Dennoch erlaubt Saxena Vandhana als Kindermädchen in seinem Haus zu leben, damit sie ihrem Sohn Suraj nahe sein kann.
Einige Jahre später... Als Saxenas Schwager zu Besuch kommt, wirft er ein Auge auf die hübsche Vandhana. Nachdem er auf den richtigen Moment wartet, versucht er Vandhana zu vergewaltigen. Der kleine Suraj kommt Vandhana zur Hilfe und tötet dabei seinen Onkel Shyam. Um Suraj nicht unnötig zu belasten, nimmt sie alle Schuld auf sich und wird zu 14 Jahren Freiheitsstrafe verklagt.
Bereits nach 12 Jahren wird Vandhana wegen guter Führung entlassen. Herzlich nimmt der Gefängnisaufseher sie in sein Haus auf und macht sie zur Ersatzmutter seiner Tochter Renu. Bald erfährt Vandhana auch von Renus Geliebten: Es ist der Air-Force Pilot Suraj, Vandhanas Sohn. Erst möchte sie ihre Beziehung zu ihrem Sohn vertuschen, damit auch Suraj nicht von der Gesellschaft ausgeschlossen wird. Allerdings fallen Suraj alte Bilder seiner Eltern in die Hände und ist froh endlich die ganze Wahrheit zu kennen. Vandhana darf ihrem Sohn sogar eine Ehrenmedaille überreichen und erfüllt so Aruns letzten Wunsch.

## Musik
| Songtitel               | Sänger/in                      |
| ----------------------- | ------------------------------ |
| Roop Tera Mastana       | Kishore Kumar                  |
| Baaghon Mein Bahaar Hai | Mohammad Rafi, Lata Mangeshkar |
| Chanda Hai Tu           | Lata Mangeshkar                |
| Mere Sapnon Ki Rani     | Kishore Kumar                  |
| Gunguna Rahe            | Mohammad Rafi, Asha Bhosle     |
| Kora Kagaz Tha          | Kishore Kumar, Lata Mangeshkar |
| Saphal Hogi Teri        | S. D. Burman                   |

## Auszeichnungen
Filmfare Award 1970
- Filmfare Award/Bester Film an Shakti Samanta
- Filmfare Award/Beste Hauptdarstellerin an Sharmila Tagore
- Filmfare Award/Bester Playbacksänger an Kishore Kumar für den Song Roop Tera Mastana

Nominierungen:
- Filmfare Award/Bester Hauptdarsteller an Rajesh Khanna
- Filmfare Award/Beste Regie an Shakti Samanta
- Filmfare Award/Beste Nebendarstellerin an Farida Jalal
- Filmfare Award/Beste Story an Sachin Bhowmick
- Filmfare Award/Beste Musik an S. D. Burman
- Filmfare Award/Bester Liedtext an Anand Bakshi für den Song Kora Kagaz Tha

## Kritik
Derart ausgestattet mit unsterblicher Musik, mit drei Filmfare-Awards in der Tasche (bester Film, Tagore, Kumar) und einem erdrückenden Einspielergebnis im Sack hat sich "Aradhana" einen Platz in der Bollywood-Geschichte gesichert. Ein Klassiker, der auch heute noch zu Tränen rührt und von dem 08/15-Romanzen noch eine Menge lernen können. (von molodezhnaja.ch)